# Neal Bascomb
Neal Bascomb (Denver, 1 de abril de 1971 - ) é um autor e jornalista americano. Ele se graduou Phil Beta Kappa da Universidade Miami de Ohio com um Bachelor of Arts em Economia e Literatura inglesa. Após a sua graduação trabalhou como jornalista em Londres, Paris e Dublin. Foi editor da St. Martin's Press, e em 2000 começou a escrever livros em período integral. Seus livros fazem parte das listas dos livros mais vendidos, escolhidos para versão em filmes, e publicados em quinze países. Bascomb colabora com o New York Times, Wall Street Jornal e o Los Angeles Times.  
Atualmente vive na Filadélfia.

## Livros
| Título            | Ano de publicação | Resumo | Notas                                                     |
| ----------------- | ----------------- | --- | --------------------------------------------------------- |
| Higher            | 2004              | A disputa entre o Chrysler Building, o Empire State Building, e 40 Wall Street, para reivindicar o título de o edifício mais alto do mundo durante a década de 1920. | Barnes & Noble Discover Great New Writer Pick             |
| The Perfect Mile: | 2005              | A história de Roger Bannister, Wes Santee, e John Landy lutando para ser o primeiro corredor a quebrar a marca de 1.609,344 metros em menos de quatro minutos.       | New York Times Bestseller                                 |
| Red Mutiny:       | 2007              | Detalhes dos acontecimentos da revosta do couraçado Kniaz Potemkin Tavricheski                                                                                       | United States Maritime Literature Award                   |
| Hunting Eichmann: | 2009              | Retrata a busca e captura de Adolf Eichmann | National Bestseller                                       |
| The New Cool:     | 2011              | Bascomb acompanha a equipe de robótica de Dos Pueblos High School na FIRST e narra sua experiência.                                                                  | Indicado para versão para filme pelo produtor Scott Rudin |